# Берлинский парад победы (1945)
Парад Победы союзных войск во Второй мировой войне — состоялся 7 сентября 1945 года в столице поверженной Германии, Берлине, у Бранденбургских ворот.

## Подготовка и ход парада
По возвращении из Москвы Г. К. Жуков, как командующий Группой советских оккупационных войск в Германии предложил командующим гарнизонов союзных оккупационных войск провести совместный парад в Берлине в ознаменование завершения Второй мировой войны. Предложение было принято на совместном заседании Союзной комендатуры Германии 30 августа 1945 года. По первоначальной договорённости, на параде должны были присутствовать главнокомандующие союзными войсками в Германии, но перед самым парадом Монтгомери, Эйзенхауэр и Латр де Тассиньи отказались от участия, сославшись на «чрезмерную занятость».
Этот Парад Победы союзников по Второй мировой войне состоялся 7 сентября, у Бранденбургских ворот. В парадном марше прошли колонны войск и бронетехника берлинских гарнизонов СССР, Франции, Великобритании и США.
Командовал парадом английский генерал-майор Эрик Нэйрс (комендант Британского сектора в Берлине).
От Советского Союза парад принимал маршал Г. К. Жуков.
| Порядок движения войск - СССР - Франция - Великобритания - США | Порядок движения бронетехники - Великобритания - Франция - США - СССР |

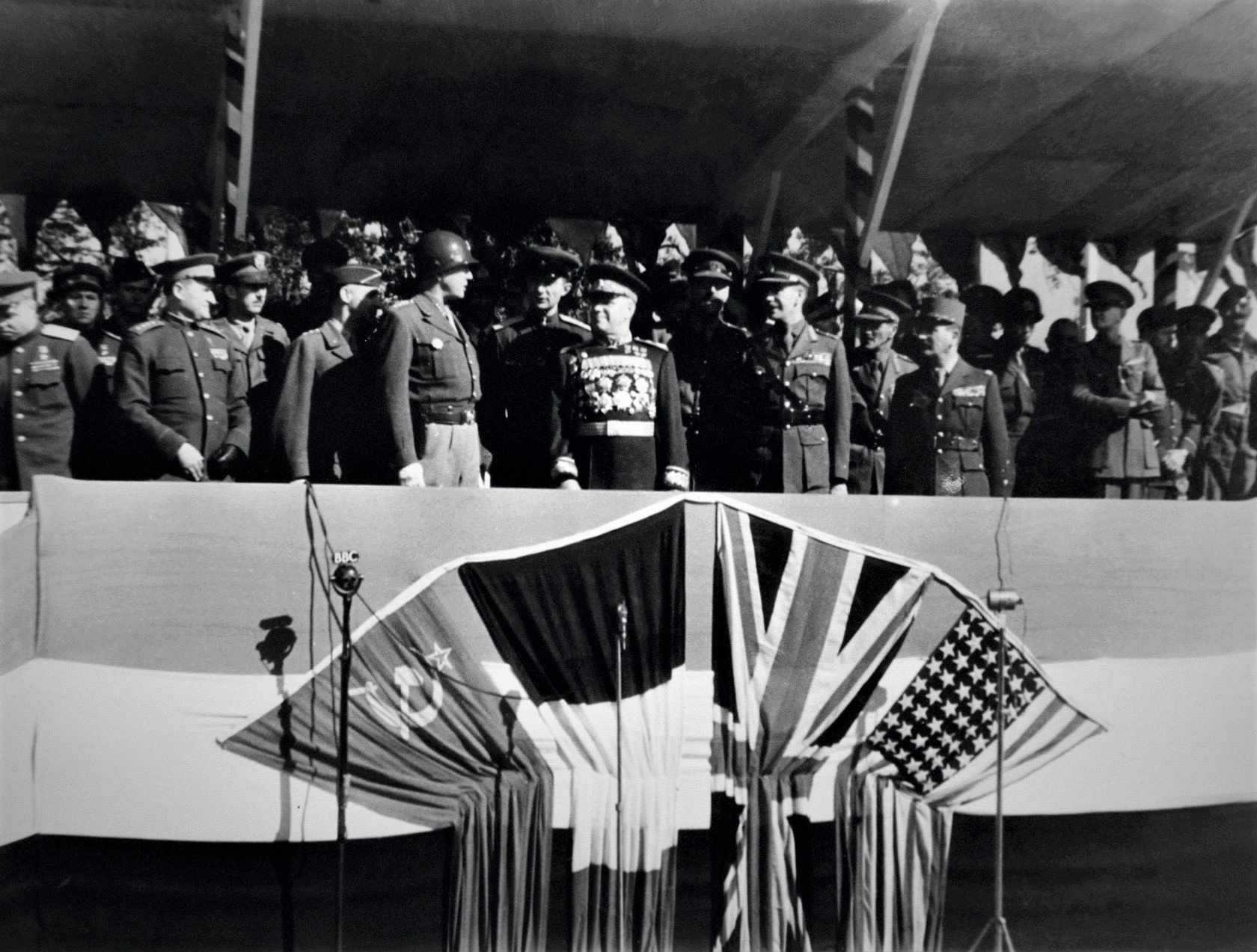
Берлинский парад Победы. На трибуне генерал армии США Д. С. Паттон, Маршал Советского Союза Г. К. Жуков, генерал-майор армии Великобритании Б. Х. Робертсон, генерал армии Французской Республики Мари-Пьер Кёниг

На трибуне присутствовали представители главнокомандующих оккупационными войсками Великобритании (генерал-майор Брайан Робертсон, заместитель командующего британскими оккупационными войсками), СССР (маршал Георгий Жуков, командующий ГСОВГ), США (генерал Джордж Паттон), Франции (командующий французскими оккупационными войсками в Германии и на Рейне генерал Мари-Пьер Кёниг). Каждый из них произнес торжественную речь.
Парадный марш возглавил советский сводный полк 248-й стрелковой дивизии, штурмовавшей Берлин (командир подполковник Георгий Ленёв).
Вторыми проходил французский сводный полк 2-й пехотной дивизии (две роты французских партизан, две роты альпийских стрелков, батальон колониальных войск, командир — полковник Плесье).
Далее следовал британские Даремский и Девонширский пехотные полки 131-й пехотной бригады и британских КВВС (командир полковник Бренд).
Завершил шествие сводный полк 82-й воздушно-десантной дивизии (6 рот, командир полковник Тукер).
Проезд бронетехники начали 24 танка и 30 бронемашин британской 7-й бронетанковой дивизии. Далее — французская колонна: 6 средних танков, 24 бронетранспортёра и 24 бронемашины 3-го шассёрского полка и 1-й бронетанковой дивизии. Следом американская колонна: 32 танка и 16 бронемашин из 16-й механизированной кавалерийской группы. Завершали парад 52 советских танка ИС-3 2-й гвардейской танковой армии (командир генерал-майор Тихон Абрамов).
Торжественный салют в честь стран-победителей был дан из орудий британского 3-го полка Королевской конной артиллерии.